# Николас Никльби
«Жи́знь и приключе́ния Ни́коласа Ни́кльби» (The Life and Adventures of Nicholas Nickleby) — воспитательный роман Чарлза Диккенса. Написан в 1838—1839 годах и выпускался 19 отдельными частями с марта 1838 по сентябрь 1839. Каждая часть состояла из 32 страниц текста и двух иллюстраций ценой в один шиллинг. Первое полное издание было издано в лондонском издательстве Чапман & Холл в 1839 году.

## Сюжет
После смерти отца Николас Никльби с матерью и сестрой Кэт едет в Лондон просить помощи у богатого дяди Ральфа Никльби. Ральф Никльби направляет Николаса к Сквирсу, владельцу частной школы «Академии Дотбойс-Холл» в Йоркшире. Здесь Николас обнаруживает, что школа больше напоминает тюрьму: дети голодают, подвергаются жестоким наказаниям. Николас знакомится со странным мальчиком по имени Смайк, тайна происхождения которого является одной из основных тем романа. Вместе со Смайком герой оставляет школу. В это время Кэт Никльби вынуждена пойти работать; нанимательница, мадам Манталини и её муж-альфонс причиняют девушке немало огорчений.
Николас и Смайк находят работу в театральной труппе. После множества приключений Ник встречается с добрыми бизнесменами — братьями Чирибль, которые помогают ему найти свой путь в жизни. Ник женится на любимой им Маделин Брей. Смайк безнадежно влюблен в Кэт, но его здоровье подорвано, он умирает от чахотки. Выясняется, что Смайк был родным сыном Ральфа Никльби, которого мстительный служащий отправил в детский дом, сказав Ральфу, что тот умер. В ужасе от случившегося Ральф совершает самоубийство. Кэт выходит замуж за Франка Чирибля — родственника братьев.

## Критика
Многие критики осуждали Диккенса, который изобразил свою мать Элизабет в образе нелепой миссис Никльби. Однозначно негативный показ йоркширских школ-пансионов также вызвал возражения: образ Сквирса стал нарицательным, и из-за ассоциации с ним пострадали многие директора школ, не виновные в показанных в романе злоупотреблениях. Сам Диккенс признавался, что материал для описания школы был собран во время краткой поездки в Йоркшир, и надписи на надгробиях учеников послужили толчком для возникновения образа Смайка.

## Экранизации
- Британский немой фильм 1903 года; режиссёр Альф Коллинз, актёр Уильям Керрингтон
- американский немой фильм 1912 года, режиссёр Джордж Николс[англ.], в ролях Гарри Бенхэм, Миньон Андерсон
- Британский фильм 1947 года: режиссёр Альберто Кавальканти, в главной роли Седрик Хардвик
- Николас Никльби (Великобритания, BBC) 1977 года, Найджел Хэверс в роли Николаса, сценарий Хью Леонард
- Британский фильм 2001 года: режиссёр Стивен Уиттекер, в ролях Джеймс Д’арси, Чарльз Дэнс, Пэм Феррис, Грегор Фишер, Том Холландер, Ли Инглби, Диана Кент, София Майлз, Доминик Уэст, Джордж Иннес, Абигаэль Маккерн
- Американский фильм 2002 года: режиссёр Дуглас Макграф, в ролях: Чарли Ханнэм, Джейми Белл, Джим Бродбент и др.